# یه چیانگ
یه چیانگ (انگلیسی: Ye Qiang؛ زادهٔ ۱۶ ژوئن ۱۹۷۸) بازیکن هندبال اهل چین است. وی در بازی‌های المپیک تابستانی ۲۰۰۸ شرکت کرده‌است.